# Kerfourn
Kerfourn is een gemeente in het Franse departement Morbihan (regio Bretagne) en telt 724 inwoners (1999). De plaats maakt deel uit van het arrondissement Pontivy.

## Geografie
De oppervlakte van Kerfourn bedraagt 19,3 km², de bevolkingsdichtheid is 37,5 inwoners per km².
De onderstaande kaart toont de ligging van Kerfourn met de belangrijkste infrastructuur en aangrenzende gemeenten.

## Demografie
Onderstaande figuur toont het verloop van het inwonertal (bron: INSEE-tellingen).

1. ↑  Populations de référence 2022.